# Сірик Лук’ян Григорович
Лук'ян Григорович Сірик (нар. 1890, с. Лукім'я, Хорольський повіт, Полтавська губернія, тепер Оржицький район, Полтавська область — пом. ?) — український політичний та громадський діяч, один з організаторів осередків Української комуністичної партії боротьбистів та товариств «Просвіта» на Лубенщині, працював у Інформаційному бюро при Директорії УНР.

## Життєпис
Лук'ян Сірик народився 1890 року в села Лукім'я, Оржицька волость, Хорольський повіт, Полтавська губернія. Батьки були дуже бідними, наймитували. Вищу початкову школу закінчив у Лубнах. Одночасно з навчанням вечорами працював писарчуком у суді та в адвокатів. 
У 1912 році був мобілізований до царського війська, служив ротним писарем. У кінці 1917 року вступив до Українських партії соціалістів-революціонерів. У березні 1918 року Лук'ян Сірик повернувся додому і став одним з організаторів товариств «Просвіти» на Лубенщині. Користувався підтримкою повітового комісару Центральної Ради Кийка. У липні 1918 року був делегатом Селянського з'їзду в Києві, який працював у нелегальний умовах, де познайомився з відомим ватажком повстанців П.С.Дробницьким і під його впливом перейшов до боротьбистів лівого крила української партії есерів. 
Під час повстання проти гетьмана Павла Скоропадського Лук'ян Сірик увійшов до складу Лубенського повітового повстанського комітету, був заарештований німцями. Після приходу до влади в Україні Директорії УНР Лук'ян Сірик познайомився з одним із лідерів партії боротьбистів О.Шумським і за його протекцією влаштувався на роботу до Інформаційного бюро при Директорії УНР. 
З наступом Денікіна Лук'ян Сірик повернувся на Лубенщину і працював у підпіллі. На початку 1920 року створив осередки партії боротьбистів і товариства «Просвіти» у Верхнім Іржавці, Худоліївці, Лукім'ї, Чирківці та в інших селах повіту. Працював у тісному контакті з інструктором позашкільного відділу Лубенського ревкому Федором Іщенком.
Після ліквідації в квітні 1920 року партії боротьбистів і входження її членів в індивідуальному порядку до КП(б)У більшість рядових партійців на угоду з більшовиками не пішла. Лук'ян Сірик і Федір Іщенко також не вступили до КП(б)У. Останній пішов до лісу і створив з юнаків призовного віку повстанський загін, став «батьком Іщенком». Серед селян стали ходити по руках прокламації антирадянського змісту, основним лозунгом у них було «Геть непрошених гостей з України»!. 
У травні 1920 року, комуністи оголосити «Просвіти» контрреволюційними організаціями і почали переслідувати їх учасників. Лук'ян Сірик змушений був перейти на напівлегальне становище і зв'язатися з отаманами місцевих повстанських загонів. Федір Іщенко хотів призначити його отаманом окремого загону, але він відмовився.
Підрозділів Лубенської караульної роти (10 піших і 10 кінних) на чолі з заступником командира роти Тютюнником 23 травня 1920 року прибув до Лукім'я з вимогою віддати хліб
для радянської влади. Тоді на червоних напав загін Федора Іщенка. До нього приєдналися і місцеві селяни. В результаті сутички було вбито чотирьох червоноармійців, шістьох селяни полонили, решта повтікала. Для придушення повстання до Лукім'я прибув каральний загін. Чекісти розгромили «Просвіту» і спалили портрети Тараса Шевченка, 24 селян було заарештовано, чотирьох розстріляли на місці. Всіх, хто говорив українською мовою, червоні карателі оголосили «петлюрівцями». Розправа над бунтівним селом тривала декілька днів. 
Лук'ян Сірик залишив повстанський загін і деякий час переховувався, а в жовтні, щоб легалізуватися, під ім'ям Луки Сурмача добровільно вступив до кавалерійського полку Першої кінної армії С.Будьонного, який був посланий для придушення селянських повстань, та на той час стояв у Андріївці Хорольського повіту. Прослуживши ескадронним писарем шість місяців, демобілізувався і поїхав до Харкова шукати допомоги у колишнього боротьбиста, наркома освіти УСРР Олександра Шумського. За його протекцією влаштувався у Наркомат закордонних справ спочатку діловодом, а згодом – начальником канцелярії Українського представництва в Польщі. Після звільнення за скороченням штатів у 1923 року працював бухгалтером на цукровому заводі в Охтирському окрузі. 
Заарештований 12 січня 1925 року. У тюрмі сидів сім місяців і був звільнений на поруки. Кримінальна справу стосовно Лук'ян Сірика та інших учасників повстання в Лукім'ї була закрита 2 листопада 1927 року в зв'язку з амністією в честь 10-ї річниці більшовицького перевороту. 
14 лютого 1937 року прокуратура Харківської області скасувала постанову старшого слідчого Лубенської окружної прокуратури від 2 листопада 1927 року стосовно закриття кримінальної справи і подальша доля 24 її фігурантів невідома.